# Morrillito
Morrillito es el nombre de una pequeña isla deshabitada de la costa sur de Puerto Rico. La isla está protegida por ser parte de la Reserva Natural de Caja de Muertos, debido a su tráfico de tortugas nativas. Junto a Cardona, Ratones, Caja de Muertos, Isla del Frío, y Gatas, Morrillito es una de las seis islas adscritas al municipio de Ponce.
Se encuentra 8,4 km al sur de la isla principal de Puerto Rico y es parte del Barrio Playa que está bajo la tutela de ese mismo municipio de Puerto Rico. Se encuentra a 180 metros del suroeste de la isla de Caja de Muertos y tiene una superficie de tan sólo 0,04 km². La isla está conectada a Caja de Muertos por un banco de aguas poco profundas de alrededor de 5,49 metros de profundidad.
Cuando se ve desde la distancia, Morrillito fácilmente se puede confundir con una empinada colina de 170 pies  (llamada Cerro Morrillo, o Morrillo Hill ) en la parte extrema suroeste de Caja de Muertos. El clima es seco y la isla posee un bosque de ese mismo tipo (Seco).